# IZh-35
A IZh-35 (ИЖ-35) é uma pistola semiautomática projetada na União Soviética para esportes de tiro competitivos (incluindo os jogos olímpicos).

## História
A IZh-34 e a IZh-35 foram projetadas de 1973 a 1978. Em 1976, testes estatais dos primeiros protótipos foram conduzidos.
Em 1979, as IZh-34 e IZh-35 substituíram as pistolas esportivas padrão soviéticas anteriores (ИЖ-ХР-30 e ИЖ-ХР-31).
Em 1986, a IZh-35M foi projetada e entrou em produção em série em 1987.
Em setembro de 2008, todas as armas de fogo da Usina Mecânica de Izhevsk foram renomeadas e a IZh-35M recebeu o nome de MP-35M (Usina Mecânica-35M).

## Projeto
A IZh-35 é um projeto de blowback simples construída em aço. O cano é fixado à armação.
Ela tem um carregador de cofre monofilar destacável, que é inserido no cabo.

## Variantes
- IZh-34 (ИЖ-34) - primeiro modelo, 1,2 kg, .22 Short. Em 1990, a produção foi descontinuada[2]
- IZh-35 (ИЖ-35) - segundo modelo,[2][4] 1,34 kg, .22 LR, produção em série começou em 1978[1]
- IZh-35M (ИЖ-35M) - terceiro modelo,[2] 1,2 kg, .22 LR.
- Walther KSP 200 - IZh-35 com novo cabo feita pela Carl Walther GmbH[4] em 1998-2000

## Operadores
- União Soviética[2]
- Bielorrússia: IZh-35M é permitida como pistola de treinamento civil[5]
- Cazaquistão: IZh-35M é permitida como pistola de treinamento[6]
- Moldávia: IZh-35M é permitida como pistola de treinamento[7]
- Rússia: Em novembro de 2015, quase 95% de todos os atiradores esportivos na Federação Russa usavam pistolas IZh-35, IZh-35M ou MP-35M..[2]
- Ucrânia[8]
- Estados Unidos: a importação foi permitida[9]
- Suécia: KSP 200 foi usada pelas Forças Armadas Suecas para prática de tiro. Substituída pela Pardini SP e Walther SSP.[10]